# John Daly (personnalité politique)
Pour les articles homonymes, voir John Daly.
John Daly (23 mars 1867 - 23 février 1932) est un homme politique irlandais, vigneron et boulanger. Il est élu député comme indépendant au Dáil Éireann (chambre basse du parlement) lors des élections générales de 1923 pour la circonscription de Cork East.
Daly est réélu aux élections générales de juin 1927. Il rejoint le Cumann na nGaedheal. Lors des élections générales de septembre 1927, il fut élu comme député du Cumann na nGaedheal. Réélu aux élections générales de 1932, il décède une semaine plus tard. Aucune élection partielle n'est organisée pour occuper son siège.